# Spirolobium
Spirolobium é um género botânico pertencente à família Apocynaceae.